# Hans Heldt (Politiker)
Hans Heldt (* 12. November 1886 in Rollnau bei Mohrungen; † 7. Oktober 1956 in Vechelde) war ein deutscher Kommunalpolitiker (FDP).
Heldt, der ursprünglich aus dem ostpreußischen Rollnau (heute Rolnowo) bei Mohrungen (Morąg) stammte, war Diplomhandelslehrer von Beruf. Er engagierte sich nach dem Zweiten Weltkrieg in der FDP, für die er bei der Bundestagswahl 1949 vergeblich im Bundestagswahlkreis Braunschweig-Land – Helmstedt kandidierte. Von Dezember 1951 bis März 1952 und erneut von März bis Dezember 1952 war er Landrat des Landkreises Braunschweig.